# Love Songs Love Stories
Love Songs Love Stories è una serie televisiva antologica thailandese trasmessa tra il 2015 e il 2016 sulla rete GMM 25, ispirata all'omonima serie di romanzi di Nitipong Honark. Tutti gli episodi sono in due parti, con storie autoconclusive e personaggi ogni volta diversi.
Poco dopo la fine della messa in onda, gli adattamenti dei romanzi sono stati continuati con la serie Love Songs Love Series.

## Episodi
| Stagione       | Episodi | Prima TV  |
| -------------- | ------- | --------- |
| Prima stagione | 22+2    | 2015-2016 |